# Круча-де-П'ятре
Круча-де-П'ятре (рум. Crucea de Piatră) — село у повіті Джурджу в Румунії. Входить до складу комуни Келугерень.
Село розташоване на відстані 32 км на південь від Бухареста, 28 км на північ від Джурджу.

## Населення
За даними перепису населення 2002 року у селі проживали 438 осіб. Усі жителі села рідною мовою назвали румунську.
Національний склад населення села:
| Національність | Кількість осіб | Відсоток |
| -------------- | -------------- | -------- |
| румуни         | 385            | 87,9%    |
| цигани         | 53             | 12,1%    |